# Acacia platyloba
Acacia platyloba é uma espécie de leguminosa do gênero Acacia, pertencente à família Fabaceae.